# Plantago alismatifolia
Plantago alismatifolia  es una planta de la familia Plantaginaceae. El género Plantago está constituido por plantas herbáceas, anuales o perennes, cáudice corto; hojas por lo general dispuestas en rosetas basales, base con frecuencia envainante; inflorescencias en forma de espigas, a menudo muy alargadas, la espiga con una o muchas flores; estas actinomorfas, casi siempre hermafroditas, sésiles en las axilas de las brácteas, frecuentemente tan largas y anchas como los sépalos; cáliz 4-partido, por lo general de lóbulos desiguales, los posteriores más grandes, con márgenes escariosos; corola gamopétala, 4-lobulada, escariosa, el tubo cilíndrico o encogido hacia la parte inferior del cuello, los lóbulos reflejos en la antesis, algunas veces cerrados; estambres 4, anteras versátiles, de dehiscencia longitudinal; óvulos 1 a varios en cada lóculo, estigma alargado; fruto capsular, rara vez dehiscente por debajo de la mitad.

## Clasificación y descripción
Planta herbácea perenne de 14 a 38 cm de alto; raíz por lo general engrosada, fusiforme, en ocasiones ramificada, algunas veces con raíces adventicias desarrolladas a partir del cáudice, este indiviso, corto, por lo regular con pelos café-anaranjados largos; peciolo acanalado, de 0.8 a 7 cm de largo, lámina angostamente elíptica o elíptica, de 5 a 13.5 cm de largo por 1 a 3.3 cm de ancho, ápice agudo, base cuneada, margen subentero o en raras ocasiones ligeramente dentado, ciliado, nervación primaria de 3 a 5 nervios, glabrescentes a pilosas; inflorescencias 1 a 3 por individuo, pedúnculo de 6 a 24.5 cm de largo, espiga de 3 a 17 cm de largo, flores dispuestas laxamente o en la parte superior apretadas, brácteas lanceoladas o en raras ocasiones ovadas, de 2 a 3 mm de largo por 0.6 a 1 mm de ancho, agudas, pilosas, ciliadas, quilla tan ancha como el margen; sépalos anteriores elípticos a angostamente elípticos, raras veces oblongos, de 2.6 a 3.6 mm de largo por 0.8 a 1.4 mm de ancho, margen ciliado, su parte posterior pilosa, sépalos posteriores ovados, de 3 a 3.4 mm de largo por 1.5 a 2.6 mm de ancho, pilosos; tubo de la corola de 1 a 1.5 mm de largo, lóbulos usualmente erectos, angostamente ovados, agudos, de 3 a 4 mm de largo por 1.3 a 1.8 mm de ancho; estambres exsertos en las flores abiertas, filamentos de 1.8 a 3 mm de largo, anteras de (0.4)0.5 a 0.6 mm de largo; cápsula ovoide, de 3.7 a 5.7 mm de diámetro, con 2 semillas; estas elipsoides a elíptico-ovoides, de 1.8 a 2.1 mm de largo, un tanto cóncavas, estriadas, oliváceas, cafés o negras.

## Distribución
Elemento endémico de México. Chihuahua, Durango, Guanajuato, Hidalgo, Jalisco, Michoacán, México, Distrito Federal, Morelos, Puebla y Guerrero.

## Hábitat
Habitante poco común del bosque de oyamel, bosque de pino, bosque de pino encino, así como de pastizales del centro de Guanajuato y del extremo norte de Michoacán. Probablemente también presente en el sur de Querétaro. Altitud de 2400-2900 m s. n. m. Se ha colectado en flor en agosto y en fruto de agosto a octubre.

## Estado de conservación
No se encuentra bajo algún estatus de protección.